# Bitso
A Bitso é uma empresa internacional que tem uma plataforma por meio da qual os clientes podem comprar, vender e usar criptomoedas. Ela foi fundada em 2014 por Ben Peters e Pablo González no México como uma exchange de bitcoin, e vem crescendo desde então, abrangendo novas criptomoedas. O CEO global hoje é Daniel Vogel. A empresa chegou ao Brasil oficialmente em 2021.
Num esforço para trazer segurança a quem usa os serviços, a Bitso foi a primeira plataforma de criptomoedas da América Latina e a sexta do mundo todo a buscar regulamentação e, por isso, obter a licença para a custódia de criptomoedas pela Comissão de Serviços Financeiros de Gibraltar (GFSC, na sigla em inglês). 

## História
Fundada em janeiro de 2014, a Bitso surgiu no México com a ideia de fazer das criptomoedas algo útil para o dia a dia das pessoas. Uma empresa com valores como empatia e transparência, ela começou suas operações no México, operando como gateway da Ripple.
Em 2015, Daniel Vogel se uniu já como CEO e sócio. Na época, o volume de trades na Bitso ainda era pequeno: em torno de 33,4 BTC por dia, o que equivalia na época a 7.300 dólares americanos (USD).
Em 2016, a Bitso começou a vender bitcoins em lojas de conveniência mexicanas  em uma parceria feita com o Zmart Group. No mesmo ano, a empresa participou de uma rodada de investimentos e teve um aporte de US$2,5 milhões de investidores como Digital Currency Group, Monex, Variv Capital e Xochi Ventures. Na época, a Bitso tinha 20 mil clientes e processava um volume de aproximadamente US$2,5 milhões em transações por semana.
Já em 2019, a exchange contava com 750 mil clientes no México. Em outubro daquele ano, a Ripple investiu na empresa para expandir as operações na América Latina . Dois meses depois, a Bitso se tornou a primeira exchange licenciada da América latina para DLT (do inglês "Distributed Ledger Technology", que são tecnologias de registro distribuído - termo comum no mundo cripto que se refere a um sistema de armazenamento de dados, como o blockchain.)
Em 2020, a empresa bateu a marca de 1 milhão de clientes e o volume de operações cresceu 300% no período de 8 meses. Também nesse ano, a Bitso aterrisou na Argentina - em fevereiro .
Em maio de 2021, o Brasil recebeu oficialmente a Bitso após uma rodada de investimentos da série C liderada pela Tiger Global e pela Coatue, que levantou US$250 milhões. Além de vir para o Brasil, a empresa passou a ser avaliada em US$2.2 bilhões, tornando-se um unicórnio.

## Bitso na América Latina
A Bitso começou suas operações no México, mas também está presente na Argentina, onde é gerenciada por Andrés Ondarra. Como as criptomoedas já são extremamente populares entre os argentinos, no país, a empresa achou um terreno fértil para crescimento e afirma já ter 77% do market share local 

## Reconhecimentos
- O CEO da Bitso, Daniel Vogel, recebeu o prêmio de "Innovators Under 35" em novembro de 2016, da revista MIT Technology Review[10]
- A Bitso entrou para a lista das Exchanges de Criptomoedas Mais Seguras do mundo, com um estudo preparado pela Agência ICO Rating com 135 plataformas de todos os lugares[11]
- Por dois anos consecutivos, 2020 e 2021, a Bitso foi reconhecida como um dos melhores lugares para engenheiros e programadores com o prêmio Best Place to Code, iniciativa da Software Guru[12]